# Igreja da Misericórdia de Casével
A Igreja da Misericórdia de Casével foi um monumento na vila de Casével, no Município de Castro Verde, em Portugal.

## Descrição e história
A igreja situava-se sensivelmente no mesmo local onde se localiza o moderno edifício da Junta de Freguesia de Casével, no gaveto entre as ruas da Misericórdia e da Estalagem. O templo aparece referido em documentos antigos, nomeadamente as Memórias Paroquiais de 1758, que afirmam que possuía uma imagem de Santa Isabel, embora não indiquem outros pormenores sobre o edifício. A presença da igreja ficou preservada na tradição oral da vila, e através do nome da artéria que lhe ficava fronteira, a Rua da Misericórdia. Em termos de vestígios físicos, apenas resta um arco dentro do edifício da Junta de Freguesia, em tijolo cozido e argamassa de cal.